# Reinhard Schwarzenberger
Reinhard Schwarzenberger (Saalfelden am Steinernen Meer, 7 gennaio 1977) è un ex saltatore con gli sci austriaco.

## Biografia
In Coppa del Mondo esordì il 30 dicembre 1994 a Oberstdorf, subito ottenendo la prima vittoria, nonché primo podio.
In carriera prese parte a un'edizione dei Giochi olimpici invernali, Nagano 1998 (11° nel trampolino normale, 7° nel trampolino lungo, 3° nella gara a squadre), a due dei Campionati mondiali, vincendo una medaglia, e a due dei Mondiali di volo (13° a Tauplitz 1996 il miglior risultato).

## Palmarès

### Olimpiadi
- 1 medaglia:
  - 1 bronzo (gara a squadre a Nagano 1998)

### Mondiali
- 1 medaglia:
  - 1 bronzo (gara a squadre a Ramsau am Dachstein 1999)

### Mondiali juniores
- 3 medaglie:
  - 2 argenti (trampolino normale, gara a squadre a Gällivare 1995)
  - 1 bronzo (gara a squadre a Breitenwang 1994)

### Universiadi
- 1 medaglia:
  - 1 argento (trampolino normale a Innsbruck 2005)

### Coppa del Mondo
- Miglior piazzamento in classifica generale: 9º nel 1996
- 11 podi (7 individuali, 4 a squadre):
  - 3 vittorie (2 individuali, 1 a squadre)
  - 5 secondi posti (3 individuali, 2 a squadre)
  - 3 terzi posti (2 individuali, 1 a squadre)

#### Coppa del Mondo - vittorie
| Data             | Località               | Nazione  | Trampolino                                                                      |
| ---------------- | ---------------------- | -------- | ------------------------------------------------------------------------------- |
| 30 dicembre 1994 | Oberstdorf             | Germania | Schattenberg K115                                                               |
| 1º gennaio 1996  | Garmisch-Partenkirchen | Germania | Große Olympiaschanze K107                                                       |
| 15 marzo 1996    | Oslo                   | Norvegia | Holmenkollen K110 (con Martin Höllwarth, Andreas Widhölzl e Andreas Goldberger) |

#### Torneo dei quattro trampolini
- 2 podi di tappa[2]:
  - 2 vittorie

#### Nordic Tournament
- 1 podio di tappa[2]:
  - 1 secondo posto

### Campionati austriaci
- 1 medaglia[3]:
  - 1 bronzo (K85 nel 1999)